# مأموریت (بازی‌های ویدئویی)

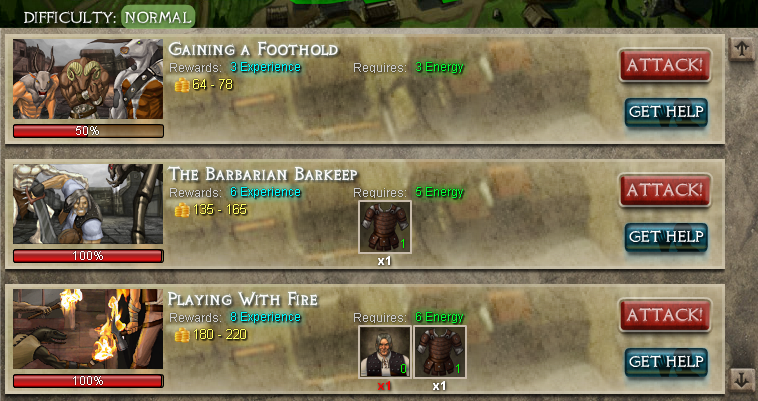
یک بازی فیسبوکی

یک مأموریت، وظیفه‌ای در یک بازی ویدئویی است که به یک شخصیت قابل‌کنترل یا گروهی از شخصیت‌ها داده می‌شود که برای دریافت پاداش باید انجام شود. مأموریت‌ها معمولاً در بازی‌های نقش‌آفرینی یا بازی‌های برخط چندنفره گسترده به‌کار گرفته می‌شوند. پاداش‌ها می‌توانند شامل اقلام و واحد پول درون بازی، دسترسی به مکان‌های جدید، ارتقای تجربه شخصیت و یادگیری مهارت‌های جدید توسط او یا ترکیبی از این موارد باشند. 
مأموریت‌ها معمولاً با علامت تعجب نشان داده شده و به چهار دسته کلی تقسیم می‌شوند: مأموریت‌های کشتن، مأموریت‌های جمع‌آوری، مأموریت‌های تحویل و مأموریت‌های مراقبت و همراهی. مأموریت‌ها می‌توانند شامل بیش از یک وظیفه باشند، مثلاً جمع‌آوری چیزی و تحویل آن به مکانی دیگر. 
بسیاری از مأموریت‌ها عنوان «مأموریت جانبی» دارند. این مأموریت‌ها از داستان اصلی بازی جدا هستند و اتمامشان برای به‌پایان رساندن بازی ضروری نیست. 